# Rigeneratore Frankl
Il rigeneratore Frankl o scambiatore Frankl è un impianto per l'accumulo di freddo usato nel processo Linde (impianti Frankl-Linde) per pre-raffreddare l'aria compressa in entrata.
I rigeneratori sono costituiti da colonne riempite di materiale avente elevata capacità termica, generalmente pacchetti di lamine ondulate di alluminio o sue leghe.
In una colonna passa l'aria compressa, in entrata, a temperature più elevate; in un'altra passa la componente di azoto (o di ossigeno) espansa ma non liquefatta, in uscita, a bassa temperatura. Al termine di ogni ciclo (massimo 3 minuti), le colonne vengono invertite: in quella in cui è passato l'azoto passa l'aria e viceversa. Questo perché il passaggio del gas freddo ha raffreddato lo scambiatore che a sua volta raffredderà l'aria.
In questo modo anidride carbonica e umidità solidificano nello scambiatore al passaggio dell'aria, non c'è quindi bisogno di precedenti passaggi di purificazione, e vengono portati via dal successivo flusso di azoto. Per questo motivo l'azoto che si ottiene con gli impianti Frankl-Linde non è particolarmente puro.
Gli scambiatori Frankl sono più economici, più facili da costruire e più efficienti rispetto agli scambiatori tubolari usati in precedenza.